# 阿拉斯加港湾漏油事件

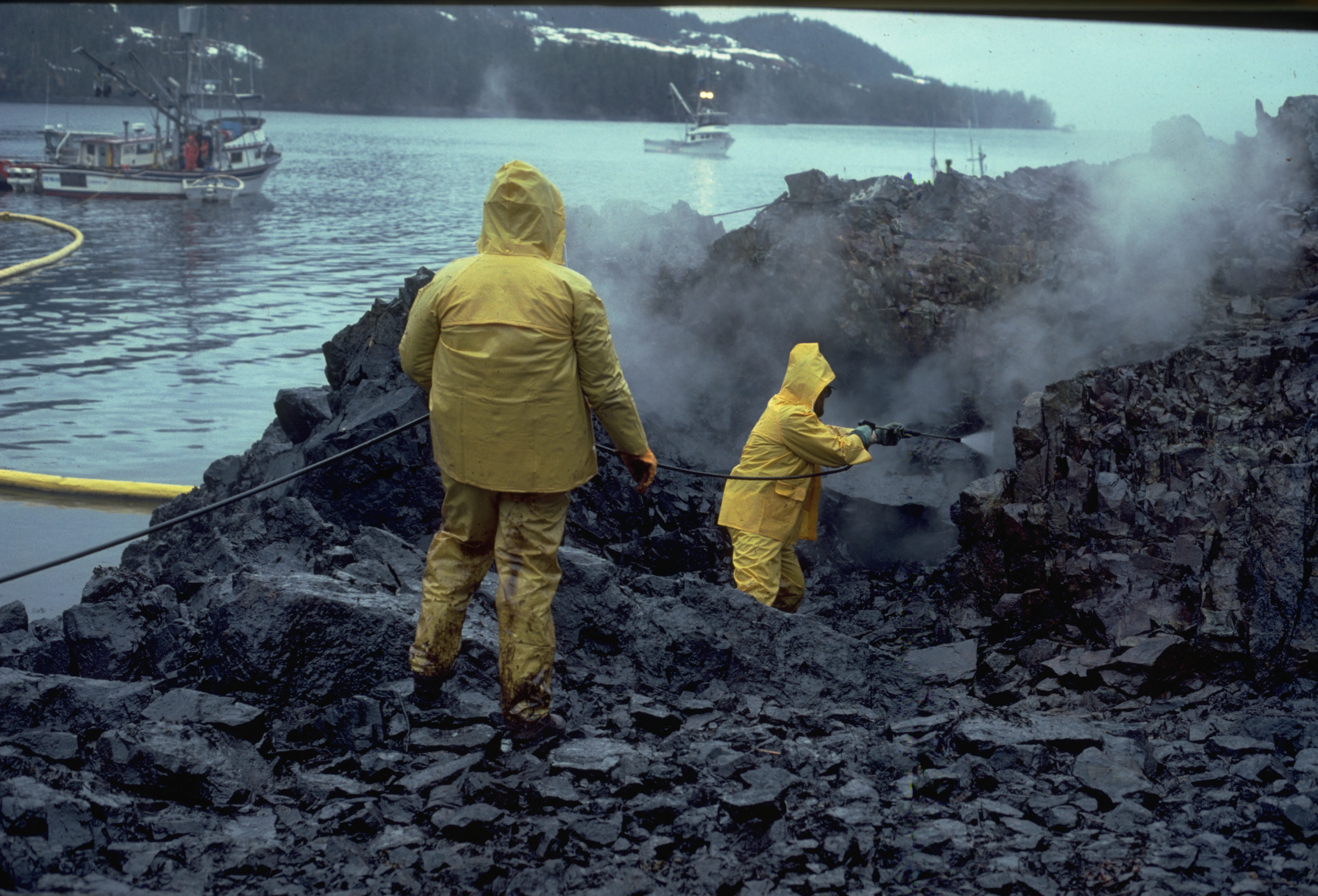
工人正用高溫水槍清理油污

阿拉斯加港灣漏油事件發生於1989年3月24日午夜，欲前往加州長灘的埃克森油轮瓦迪兹号在阿拉斯加州威廉王子灣触礁，导致泄漏了一千一百万加仑原油。这起事件被认为是当时最严重的环境污染事件。
該事故导致威廉王子港的鱼和野生动物大量消亡，当地渔民赖以生存的捕鱼业亦不复存在。泄漏的原油最后覆盖了四千多平方公里的海面，埃克森公司说，他们几乎花费了二十亿美元清理水面，并且支付了数以百万计的赔偿金额，这家石油公司至今仍在抗争法院的赔偿裁决。
美国国家海洋及大气管理局於2007年发现，威廉王子港海滩下仍然有两万五千多加仑的原油殘留。负责监督清理泄油事故的“埃克森瓦迪兹漏油事件信託理事会”报告提到，某些区域仍有泄油留下的有毒物质。根据环保报告，部分野生动物回到該地，但是大部分渔民已经迁往别处或另寻谋生途径。
埃克森美孚石油公司说，他们已经清除了漏油，并且自称是个优秀的企业公民；惟环保人士说，那里的海水永远不可能恢复原样，而該處的自然环境及野生动植物，甚至是当地居民，仍旧没有从灾难中恢复过来。
值得一提的是，當時甫接任美國聯邦運輸部副部長的趙小蘭女士，於事件發生同年八月親自前往阿拉斯加州，對漏油後續處理進行督導視察。